# Rob Fusari
Rob Fusari é um produtor musical e compositor, possivelmente mais conhecido por seu trabalho com a artista americana Lady Gaga.

## Início
Fusari nasceu e foi criado em Livingston, Nova Jersey. Começou a estudar piano clássico aos oito anos, e tornou-se tão hábil como pianista que ele começou a se apresentar em competições nacionais por 10 anos. "Foi emocionante tocar nestes concursos de piano", lembrou Fusari. "Os primeiros três finalistas que iriam tocar um recital no Carnegie Hall, e eu tive a oportunidade de tocar no Carnegie por três anos seguidos". Foi durante seus anos de faculdade na William Paterson University, em Nova Jersey, que Fusari começou a escrever músicas. Ele começou a gravar demos, e posteriormente conheceu o compositor Irwin Levine, que era conhecido por escrever "Tie a Yellow Ribbon Round the Ole Oak Tree" e vários outros sucessos de Tony Orlando & Dawn. Em meados dos anos 90, começou a colaborar com Fusari outro compositor, Josh Thompson, cujos principais trabalhos eram com influência R&B. "Josh e eu trabalhamos juntos por dois ou três anos", disse Fusari. "Nós acababamos escrevendo cerca de 300 músicas juntos". Também afirma que: "Um dos destaques, foi quando chegamos a gravar uma música com George Benson."

## Carreira
Em 2001, Fusari produziu Bootylicious para Destiny's Child, terceiro álbum de estúdio  Survivor. A canção chegou ao número 1 na parada Billboard Hot 100. Ele produziu em 2003 o hit "Train on a Track" de Kelly Rowland.
Fusari trabalhou pela primeira vez com Britney Spears, em 2003, em uma faixa intitulada "Loves Suppose 2 Be", que deixou de ser incluído em In The Zone. Mais tarde, em 2008, Fusari trabalhou como produtor co-executivo para o álbum de estreia de Lady Gaga, The Fame, que venceu o Grammy.
Ele co-escreveu e produziu e é creditado por cinco músicas: "Paparazzi", "Beautiful, Dirty, Rich", "Again Again", "Brown Eyes" e "Disco Heaven". Fusari também produziu e co-escreveu, "Vanity", "Glitter & Grease", e "Retro Dance Freak".